# Біг на ультрамарафонські дистанції

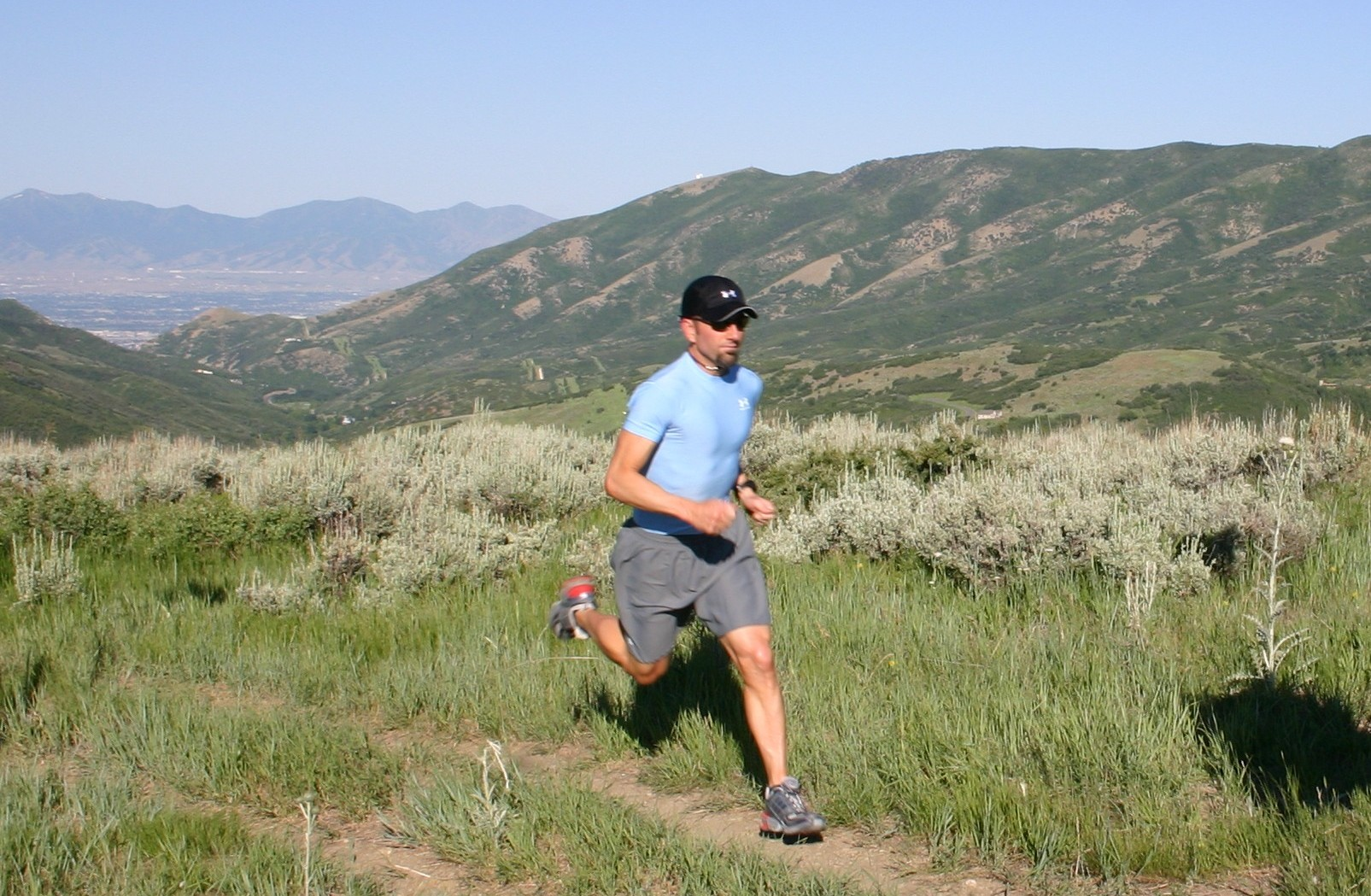
Бігун на трасі Бігхорн Трейл 50K Ран

Біг на ультрамарафонські дистанції — (також називається ультрамарафон) — будь-який забіг на дистанцію більше, ніж традиційні 42,195 км

## Історія
Згідно з Геродотом, грецький воїн Фідіппід (грец. Φειδιππίδης)
 був гінцем, напередодні битви при Марафоні в 490 році до нашої ери, безуспішно посланим за підкріпленням з Афін до Спарти і подолавшим дистанцію 230 км менш ніж за два дні.

## Види ультрамарафону
Є два види ультрамарафонських змагань: на певну дистанцію, і на час (з переможцем, що пробігає найбільшу відстань). Основними дистанціями є 50 км, 100 км, 50 миль і 100 миль, хоча багато змагань проводяться на інших дистанціях. На 100 кілометрів ІААФ реєструє офіційний світовий рекорд.
Інші змагання включають подвійний марафон, добовий біг та багатодобові пробіги, на 1000 миль або навіть більше. Формат цих змагань варіюється від одного або декількох кіл (деякі на 400-метровому колі чи коротше), зі стартом і фінішем в різних місцях, по пересіченій місцевості — рогейн. Багато ультрамарафонів, особливо трейл, мають серйозні перешкоди: негоду, перепад висот або пересічену місцевість. Багато з цих змагань проходять по бездоріжжю та гірськими стежками, деякі по шосе з твердим покриттям або бруківкою. Як правило, кожні 5-15 км є пункти обслуговування, де бігуни, крім їжі й питва, можуть також отримати медичну допомогу або взяти невелику перерву.
Пробіги на час в діапазоні від 6, 12 і 24 годин до 3 і 6 діб. Як правило, проводяться на стадіоні або короткому колі, часто одна миля або менше.
ІАЮ (Міжнародна Асоціація ультрамарафону) організовує чемпіонати світу на різних дистанціях ультрамарафону, у тому числі 50 км, 100 км, 24 години і більше. Ці заходи санкціоновані ІААФ, світовим керівним органом у легкій атлетиці. Багато країн світу мають свої власні ультрамарафонські організації, часто при федерації легкої атлетики цієї країни, або санкціоновані такими національними організаціями. Світові рекорди (на дистанціях, на час і вікові) реєструються ІАЮ.

## Регіони
Ультрамарафони проводяться в усьому світі і більш ніж 70000 чоловік пробігають ультрамарафон щороку.

### Європа
Ультрамарафон популярний в Європі, його походження можна простежити тут по ранніх ісландських сагах. Історія скороходів вікторіанської епохи у Великій Британії також була задокументована. ІАЮ щорічно проводить чемпіонати Європи на 50 км, 100 км і 24 години. У Європі щороку проводиться понад 300 ультрамарафонів.

#### СРСР/СНД
З 1974 р. в Одесі на початку квітня проводиться найстаріший в СРСР/СНД і один з найстаріших у світі нині існуючий ультрамарафон «100 км по Поясу Слави»
Володимир Деменев (Нитва, Пермська обл.) і Олександр Комісаренко (Тула) показали в одиночних забігах 264 і 266,529 км відповідно. В. Ткачук (Бровари) в 1985 пробіг 245 км. Це були сольні незмагальні забіги.
Перший в СРСР змагальний добовий пробіг відбувся в 1982 році в Москві. З 1984 року проводився в Одесі, в подальшому виріс до 1000 миль в 1997 році.

##### Росія
З 1987 року на початку вересня в Ленінграді проводився «Випробуй себе», що включав напів-, марафон, 100 км і 24 години. До 2012 року збереглися «Випробуй себе» (тільки 100 км — Кубок Росії з бігу на 100 км.) і «Доба бігом» в Москві (травень).

##### Україна

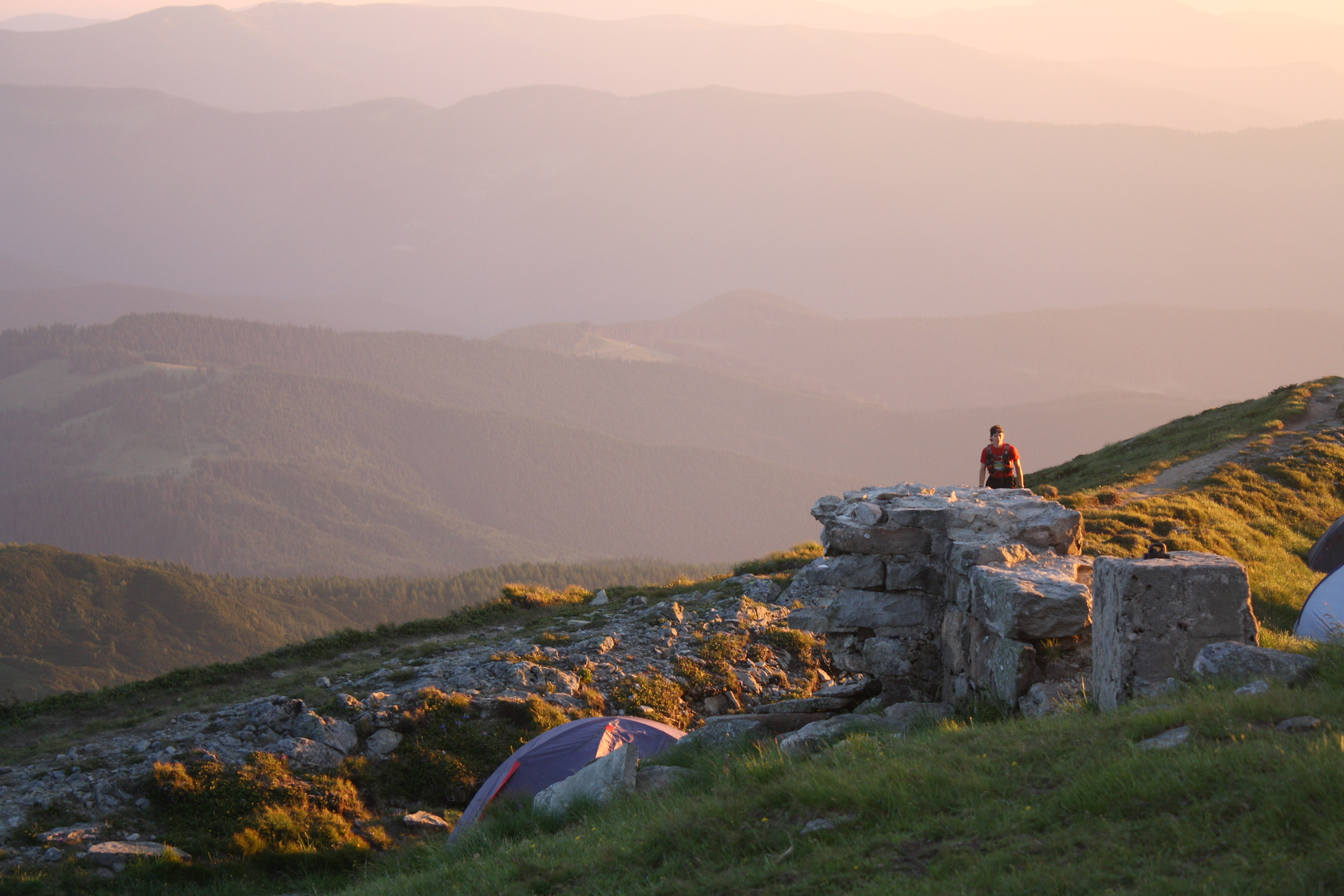
Гірський ультрамарафон Chornohora Sky Marathon

У 1990—2001 в Одесі проводилося кілька альтернативних пробігів, в тому числі у 1996 році єдиний на той час офіційний чемпіонат України з бігу на 100 км під егідою ФЛАУ. У 1997 році дистанції досягали 1000 миль. Зараз, в 2018 році, існує 100 км в Одесі і Києві, 24/12/6 годин в Києві та 12/24/48 у Вінниці (два останні проводить марафонська команда Шрі Чинмоя). У 2011 А. Васютіна (Єсентуки) у Вінниці показала результат світового вікового рекорду (жінки 75 +).
Кожної весни в Тернополі проводять забіг на 100 км за 24 год. Забіг присвячують Святу Героїв
З 2015 року в Україні проводиться щорічний гірський ультрамарафон Chornohora Sky Marathon. Забіг протяжністю 60 кілометрів проходить Чорногірським хребтом через три двотисячники України: г. Піп Іван Чорногірський, г. Говерла та г. Петрос. З 2017 року забіг Chornohora Sky Marathon став частиною першої в Україні трейлової ліги Ukrainian Trail League [Архівовано 15 лютого 2020 у Wayback Machine.].
Нічний Чорногірський Марафон — трейл Чорногорою, що розпочинається о 00:00 й триває у межах доби. Вперше відбувся 2013 року. Маршрут марафону: с. Кваси — Петрос — г. Говерла — г. Смотрич — с. Дземброня. Загальна дистанція залежить від обраного варіанта маршруту й може становити від 50 до 60 км. Марафон відбувається щороку влітку та/або восени.

##### Білорусь
Єдині 100 км проходило в грудні у Молодечно (Мінська область). В березні і вересні 2018 року в Ліді відбулися два перших етапи кубка з ультрамарафону: 12/24/48 годинний біг (останній етап заплановано на грудень). Також відбуваються два 12-годинні змагання: липень — Мінськ і серпень — Молодечно.

##### Молдова
12/24 години (Кишинів) (червень) почались з добової естафети в середині 1980-х.

### Африка
Кілька ультрамарафонів проходять в Африці. Південна Африка — господар найстарішого і найбільшого ультрамарафону світу, The Comrades (90 км). Близько 12 тисяч бігунів стартують щороку (більше ніж 24 500 в 2000 році).
Також існує 56-кілометровий Марафон двох океанів в Кейптауні в розпал південної осені, привертає близько 7000 бігунів. Marathon des Sables — 6-денний етапний пробіг, 250 км через пустелю Сахара в Марокко. Гонка Сахари в Єгипті, частина серії 4 Пустелі, щороку стартують близько 150 учасників з 30 країн світу. Існує також ультрамарафон 250 км через пустелю Наміб.

### Азія
Ультрамарафон став популярним в Азії недавно. Тайвань, Японія та Корея приймали у себе чемпіонат світу ІАЮ в останні кілька років. Перший ультрамарафон в Кореї відбувся в 2000 році. Перший ультрамарафон в Індії був проведений в 2007 році в Бангалорі. Гобі Марш вперше проведений в 2003 році на північному заході Китаю і був першим ультрамарафоном Китаю. Сінгапур з 2008 року має нічний подвійний марафон (Сандаун марафон)  [Архівовано 13 травня 2022 у Wayback Machine.]. З того часу дистанція збільшилася до 100 км в 2011 році. Непал приймає кілька ультрамарафонів [Архівовано 31 серпня 2011 у Wayback Machine.], включаючи Аннапурна 100 [Архівовано 2 вересня 2011 у Wayback Machine.], Канченджанга ультрамарафон Трейл [Архівовано 8 серпня 2011 у Wayback Machine.]. Перший з них відбувся в 2009 році. Старт у Пунлінь Базар (Phunlin Bazaar, біля Тапледжунга в Непалі і кордону Сіккім, і Еверест Ультра. Монголія — господар щорічного ультрамарафону Від сходу до заходу [Архівовано 28 серпня 2011 у Wayback Machine.] в червні.

### Австралія та Нова Зеландія

#### Австралія
В Австралії та Новій Зеландії проводиться близько 100 ультрамарафонів щорічно. Австралійський Вестфілд ультрамарафон, щорічний пробіг між Сіднеєм та Мельбурном, проводився в 1983—1991 роках. Грецький бігун Яніс Курос перемагав у ньому п'ять разів. Австралія також господар одного з найстаріших 6-денних пробігів у світі, який проводився в Колаці по 400-метровому колу в Меморіал сквер в центрі міста і став свідком багатьох епічних битв з моменту створення в 1984 році. Вдвадцяте пробіг відбувся 20-26 листопада 2005 року. Під час цього пробігу Курос побив існуючий світовий рекорд в шестиденному бігу, показавши 1036,851 км. Ультрамарафон узбережжя - Косцюшко, 246 км (153 милі) — ультрамарафон від узбережжя до вершини гори Косцюшко, найвищої гори в Австралії, був заснований 2004 року.

#### Нова Зеландія
Перший ультрамарафон, що відбувся в Новій Зеландії, був 100 км по стадіону. 60 км Кеплер Челлендж по Національному парку Фьордленд, проводиться з 1988 року і є одним з найпопулярніших в країні пробігів.

### Антарктида
Через логістику та екологічні проблеми в Антарктиді провели тільки жменьку ультрамарафонів, і транспортні витрати збільшують стартовий внесок до $ 14000.
Ультрамарафони в Антарктиді: Остання пустеля, багатоетапний пробіг, і Антарктичний льодовий марафон — марафон та 100-кілометровий біг.

### Північна Америка
Кілька сотень ультрамарафонів проводиться щорічно в Північній Америці. Одним з найпопулярніших є Western States Endurance Run, найстаріший у світі 100-мильний трейл. Пробіг розпочався неофіційно в 1974 році, коли кінь місцевого вершника Горді Ейнслея зашкутильгав під час 100-мильних перегонів Кубка Тівіса. Горді вирішив продовжувати пішки, і фінішував за 23:47.
Одним з перших задокументованих ультрамарафонів в Північній Америці відбувся в 1926 році, як частина Центральноамериканських ігор. Томас Зафіра і Леонсіо Сан-Мігель, індіанці племені тараумара, пробігли 100 км від Пачука до Мехіко за 9:37. У той час мексиканський уряд звернувся з пропозицією включити біг на 100 км до програми Літніх Олімпійських ігор 1928 року в Амстердамі, проте з цих зусиль нічого не вийшло.
В 1928 році спортивний агент C. С. Пайл організував перший з двох 3455-мильних пробігів Трансамерика (спочатку вздовж шістдесят другої національної автостради з Лос-Анжелесу через Чикаго в Нью-Йорк; в 1929 в зворотному напрямку). Ані пробіг, ні супровід не мали фінансового успіху.
Починаючи з 1997 року, бігуни змагаються в бігу на 3100 миль самоперевершення, який оголошений як найдовший офіційний пробіг у світі. Вони пробігають понад 100 кіл довжиною 0,5488 милі (883 метра) щоденно навколо кварталу в Ямайка, Куїнс.
У квітні 2006 року Американською Асоціацією ультрамарафону (AUA) був створений Зал слави американського ультрамарафону. Кандидати в Зал слави вибираються з сучасних американських ультра, починаючи з 30 мильного пробігу організованого Клубом New York Road Runners в 1958 році. Першими лауреатами були Тед Корбіт, колишній член олімпійської збірної США, переможець вищезгаданого пробігу (3:04.13) і один з засновників Road Runners Club of America, та Сандра Кідді, яка залишила ультра кар'єру у віці 42 років зі світовим рекордом на 50 кілометрів (3:36.56), і встановила кілька рекордів США і світу на ультрамарафонскіх дистанціях.

### Південна Америка
Ще менше ультрамарафонів у Південній Америці. Джунглі Ультра — багатоденний етапний пробіг через тропічні ліси Амазонки в Перу. Дистанція 230 км, найдовший етап — 90 км після 4-го дня. Учасники біжать на повному самозабезпеченні (воду, їжу, гамаки і аптечки першої допомоги несуть з собою). Існує також пробіг по пустелі Атакама, ще один багатоденний етапний пробіг на 260 км.

## Змагання

### Список ультрамарафонів
- Спартатлон  Греція

## Світові або національні чемпіони/рекордсмени
- Томое Абе[en], рекордсменка світу на 100 км (6:33.11)
- «Шупраба» Бекйорд[en], рекорд на 3100 миль
- Едіт Берцеш, екс-рекордсменка світу на 24 години по стадіону, більшість рекордів Угорщини
- Тед Корбіт[en], «батько американського ультрамарафону»; член олімпійської команди США (1952), колишній рекордсмен світу на різних дистанціях
- Брюс Фордайс[en], дев'ятиразовий переможець The Comrades; рекорд Африки на 100 км (6:25.07)
- Серж Жирар[en], рекордсмен транс-США[en] (4597 км — 1997), транс-Південної Америки (5235 км — 2001), транс-Африки (8295 км — 2003 /2004) і транс-Євразії (19097 км — 2005/2006)
- Воллі Хейворд[en], багаторазовий переможець The Comrades, Лондон-Брайтон, багатьох інших ультрамарафонів, кілька світових рекордів у минулому.

## Виноски
1. ↑  
Геродот, "История". Книга VI. Эрато. Архів оригіналу за 13 липня 2013.
2. ↑  iaaf.org — 100 Kilometres Records [Архівовано 13 серпня 2009 у Wayback Machine.](англ.)
3. ↑  Якщо коло коротше 1 км, напрямок бігу змінюється кожні 2-4 (іноді 6 годин)
4. ↑  Сайт пробігу [Архівовано 18 лютого 2012 у Wayback Machine.]
5. ↑  «Испытай себя». Архів оригіналу за 17 жовтня 2012. Процитовано 17 жовтня 2012.
6. ↑  У надмарафоні «100 км за 24 години» переміг 57-річний чоловік. www.unian.ua (укр.). Архів оригіналу за 19 травня 2021. Процитовано 19 травня 2021.
7. ↑  Календар 2011 Республіканської Ради клубів любителів бігу РБ "клуб любителів бігу "Вікторія. Архів оригіналу за 22 лютого 2011. Процитовано 2 листопада 2011.
8. ↑  running.org.md (Головна). Архів оригіналу за 1 січня 2011. Процитовано 2 листопада 2011. [Архівовано 2011-01-01 у Wayback Machine.]
9. ↑  Архівована копія. Архів оригіналу за 15 квітня 2022. Процитовано 6 червня 2022.{{cite web}}:  Обслуговування CS1: Сторінки з текстом «archived copy» як значення параметру title (посилання)
10. ↑  Gobi March (China) 2011 Official Website [Архівовано 26 серпня 2011 у Wayback Machine.](англ.)
11. ↑  змагання, багато ультрамарафонів в таких екзотичних місцях не є змаганнями
12. ↑  Antarctic Ice Marathon Registration [Архівовано 1 жовтня 2013 у Wayback Machine.](англ.)
13. ↑  About the 3100 Mile Race|Sri Chinmoy Marathon Team 3100 Mile Race [Архівовано 1 червня 2013 у Wayback Machine.]. 3100.srichinmoyraces.org (2010-07-20)(англ.)